# NGC 1451
NGC 1451 is een elliptisch sterrenstelsel in het sterrenbeeld Eridanus. Het hemelobject werd op 9 oktober 1864 ontdekt door de Duits-Deense astronoom Heinrich Louis d'Arrest.

## Synoniemen
- PGC 13801
- MCG -1-10-33